# Jörg Hermann
Jörg Hermann es un deportista de la RDA que compitió en vela en la clase Soling. Ganó una medalla de plata en el Campeonato Europeo de Soling de 1981.

## Palmarés internacional
| Campeonato Europeo | Campeonato Europeo | Campeonato Europeo | Campeonato Europeo |
| Año                | Lugar              | Medalla            | Clase              |
| ------------------ | ------------------ | ------------------ | ------------------ |
| 1981               | Attersee (Austria) | Medalla de plata   | Soling             |